# Верхний Янкуль
Ве́рхний Янку́ль — посёлок в Андроповском районе (муниципальном округе) Ставропольского края России.

## Варианты названия
- Посёлок фермы № 2 совхоза «Янкульский»,
- Ферма № 2 свх. «Янкульский»[3]

## География
Расстояние до краевого центра: 46 км.
Расстояние до районного центра: 48 км.

## История
На 1 марта 1966 года посёлок входил в состав Новоянкульского сельсовета Александровского района с центром в посёлке Новый Янкуль:7.
В 1972 году Указом Президиума ВС РСФСР посёлок фермы № 2 совхоза «Янкульский» переименован в Верхний Янкуль.
На 1 января 1983 года посёлок числился в составе Новоянкульского сельсовета Курсавского района Ставропольского края:30.
До 16 марта 2020 года Верхний Янкуль входил в упразднённый Новоянкульский сельсовет.

## Население
| 1989 | 2002 | 2010 | 2011 | 2014 |
| ---- | ---- | ---- | ---- | ---- |
| 344  | ↘305 | ↘254 | ↗267 | ↗300 |

По данным переписи 2002 года в национальной структуре населения русские составляли 34 %, даргинцы — 27 %.

## Инфраструктура
Медобслуживание осуществляет ФАП.